# Amminoacidi proteinogenici
Gli amminoacidi proteinogenici sono gli amminoacidi che vengono usati per la costruzione delle proteine. Essi costituiscono solo una piccola frazione di tutti amminoacidi noti: 20, detti "standard", sono codificati dal codice genetico umano, a questi si aggiungono 2 considerati "speciali" (la selenocisteina e la pirrolisina), mentre un ulteriore amminoacido, la N-formilmetionina, è considerato tale solo da alcuni autori, essendo un derivato della metionina, portando il totale a 22 o 23.
Dei 22 amminoacidi sopra citati, 21 sono codificati dagli eucarioti, mentre 1 (la pirrolisina) è codificato solo nei procarioti. Siccome l'uomo può sintetizzarne solo 11 partendo da altri composti, mentre gli altri 9 devono essere introdotti attraverso l'alimentazione, si identificano gli amminoacidi essenziali (9) e gli amminoacidi non essenziali (11).

## Struttura
Tra tutti gli amminoacidi conosciuti, solo 23 sono quelli proteinogenici. Queste 23 molecole sono molto simili tra loro e si differenziano solo per la loro porzione laterale ({\displaystyle {\ce {-R}}}). Esse condividono:
- Un gruppo amminico ({\displaystyle {\ce {-NH2}}}) e uno carbossilico ({\displaystyle {\ce {-COOH}}}), i quali danno i nomi alla categoria di molecole;
- Un atomo di carbonio chiamato α (Cα) a cui sono legati: il gruppo amminico, quello carbossilico, la porzione laterale ({\displaystyle {\ce {-R}}}) e un atomo di idrogeno ({\displaystyle {\ce {-H}}}). Siccome a questo carbonio sono legate 4 specie chimiche diverse, questo atomo si comporta da stereocentro (la glicina fa eccezione, in quanto porta legati al Cα 2 atomi di idrogeno);
- La stereoisomeria del Cα è levogira;
- I gruppi amminici sono ammine primarie, cioè nella forma {\displaystyle {\ce {-NH2}}} e non {\displaystyle {\ce {-NH-R}}} (che identificano le ammine secondarie) o {\displaystyle {\ce {-N-R2}}} (che identificano quelle terziarie) (la prolina fa eccezione, in quanto il suo gruppo amminico è {\displaystyle {\ce {-NH-R}}} e rientra dunque nelle ammine secondarie).

Visto che tutti gli amminoacidi proteinogenici hanno questa struttura, vengono definiti L-α-amminoacidi (anche glicina e prolina che di fatto non sono L o α). Tutti gli altri amminoacidi sono classificabili come amminoacidi non proteinogenici.
Di seguito sono illustrate le strutture chimiche non dissociate dei 23 amminoacidi proteinogenici. Le strutture dissociate sono in realtà quelle in soluzione acquosa e possono presentare sia cariche positive, sia negative, sia bilanciate in numero e posizione, sia sbilanciate, a seconda del pH e della struttura tridimensionale dell'amminoacido.

### Amminoacidi standard

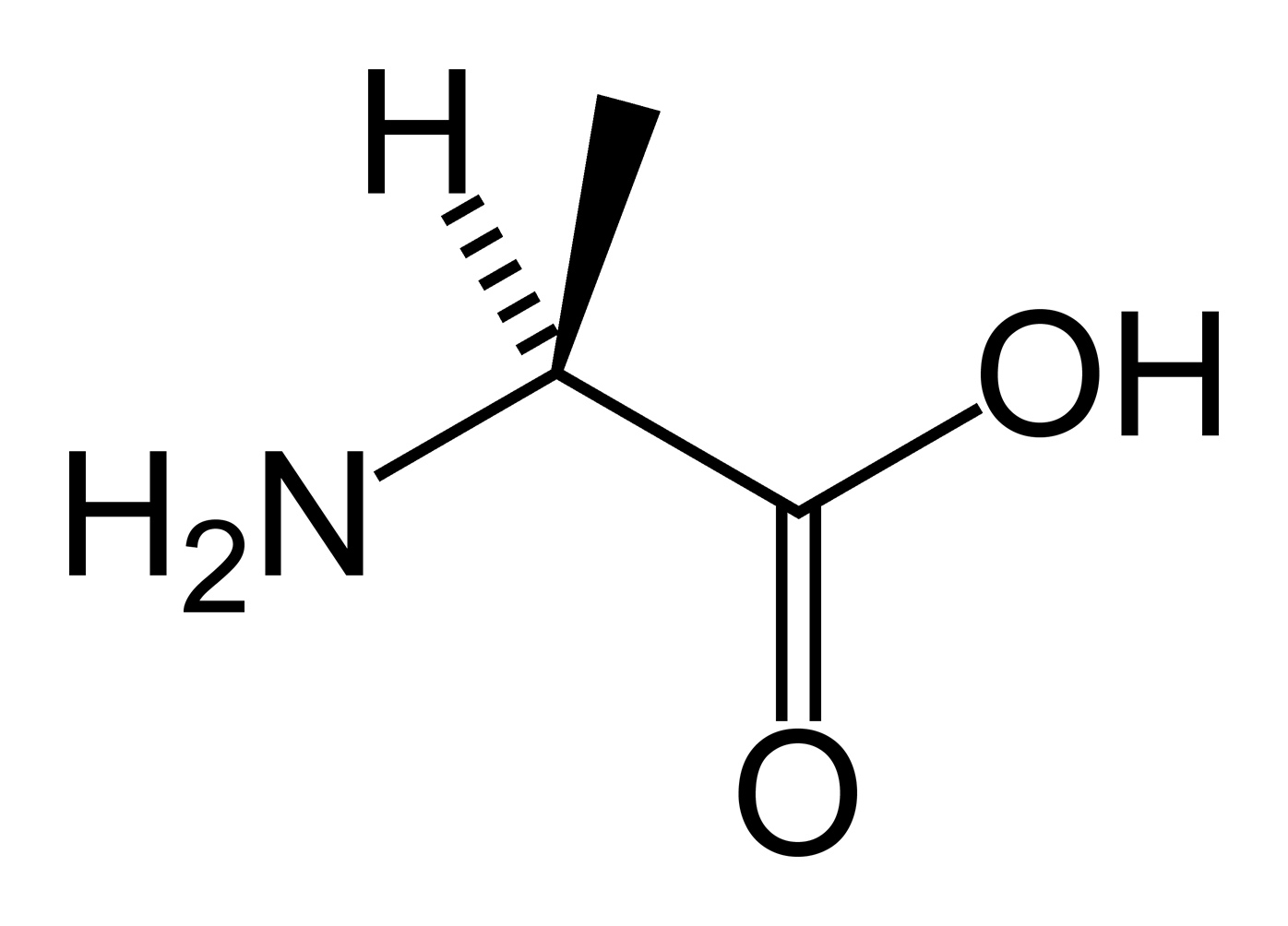
Alanina (Ala / A)
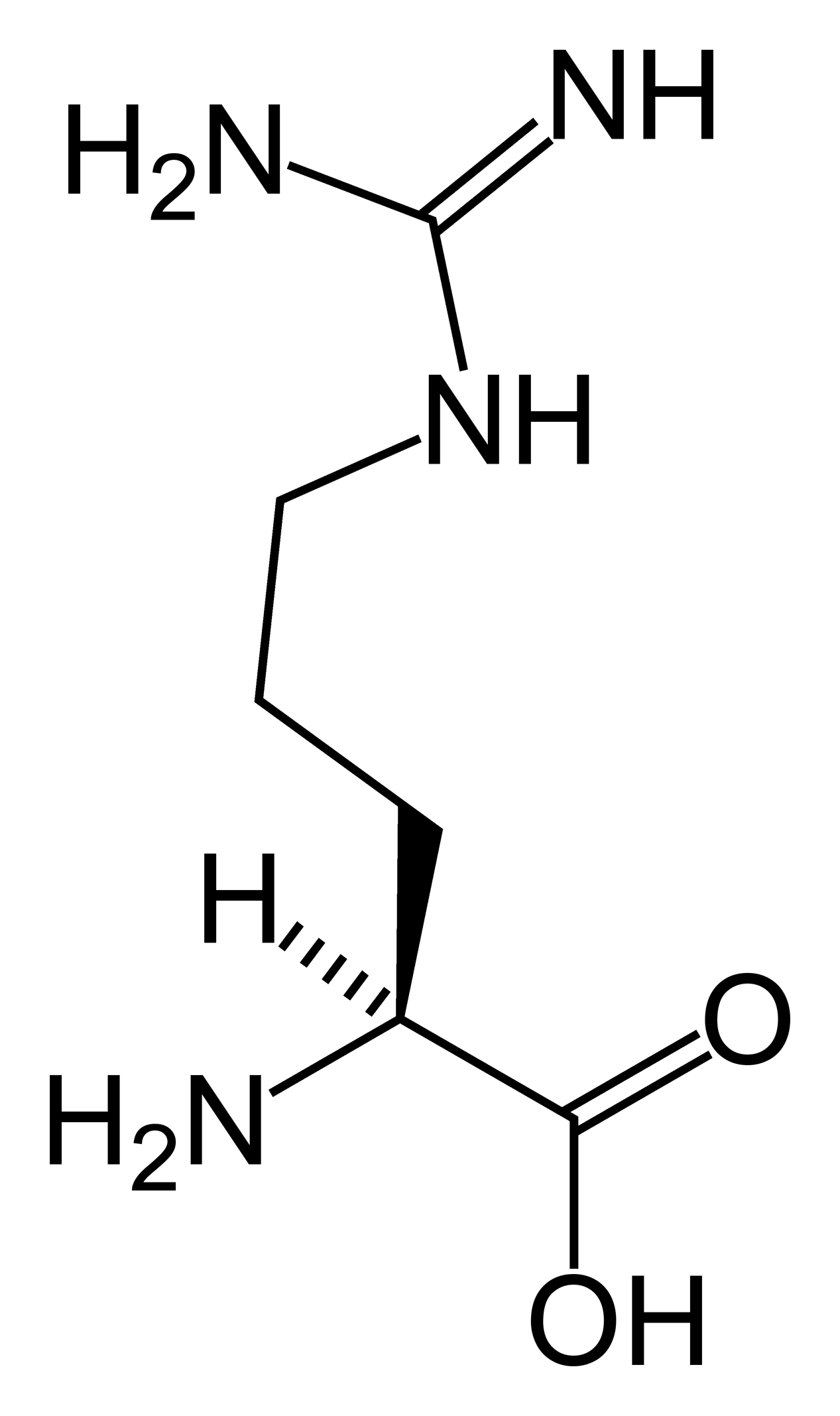
Arginina (Arg / R)
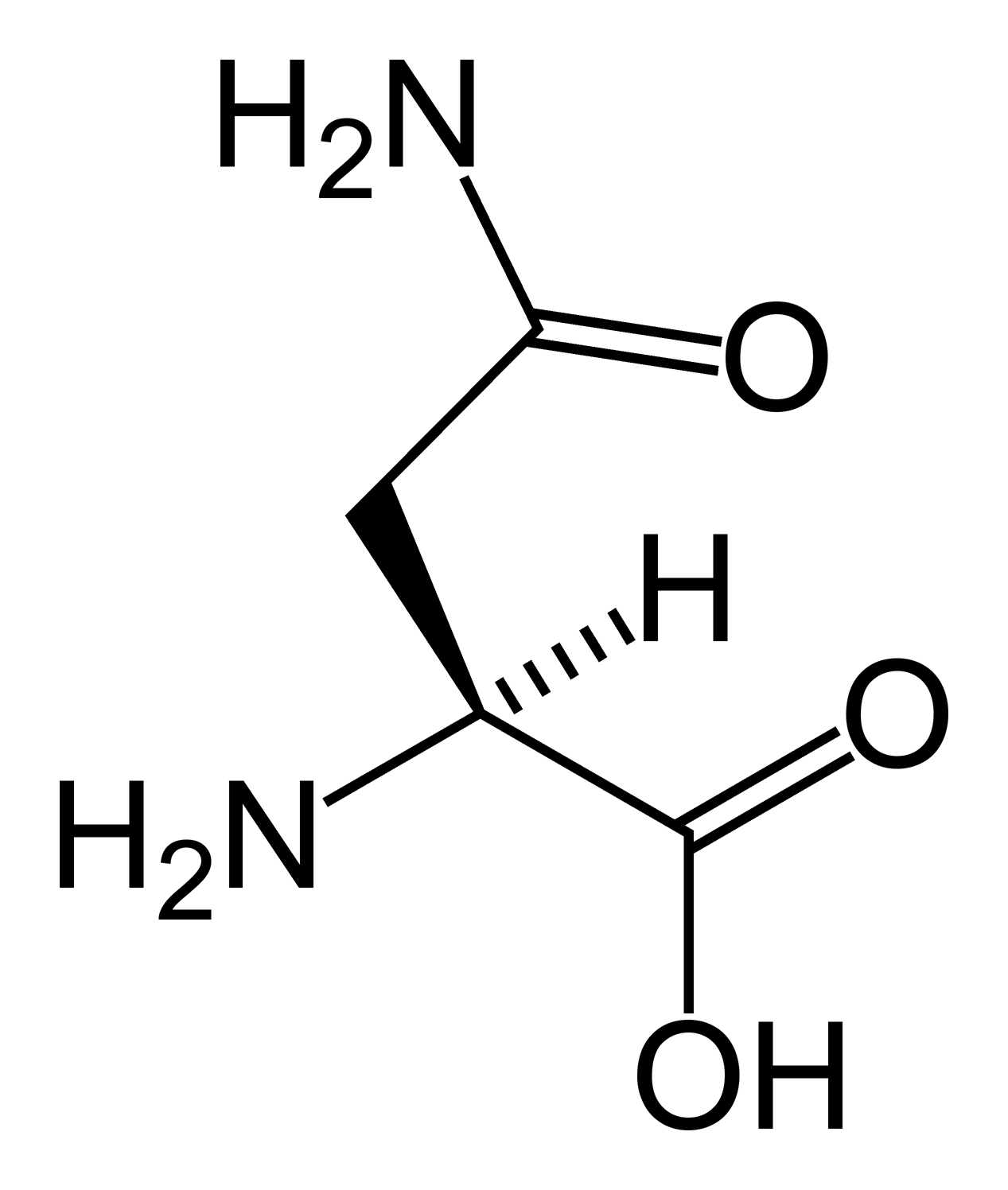
Asparagina (Asn / N)
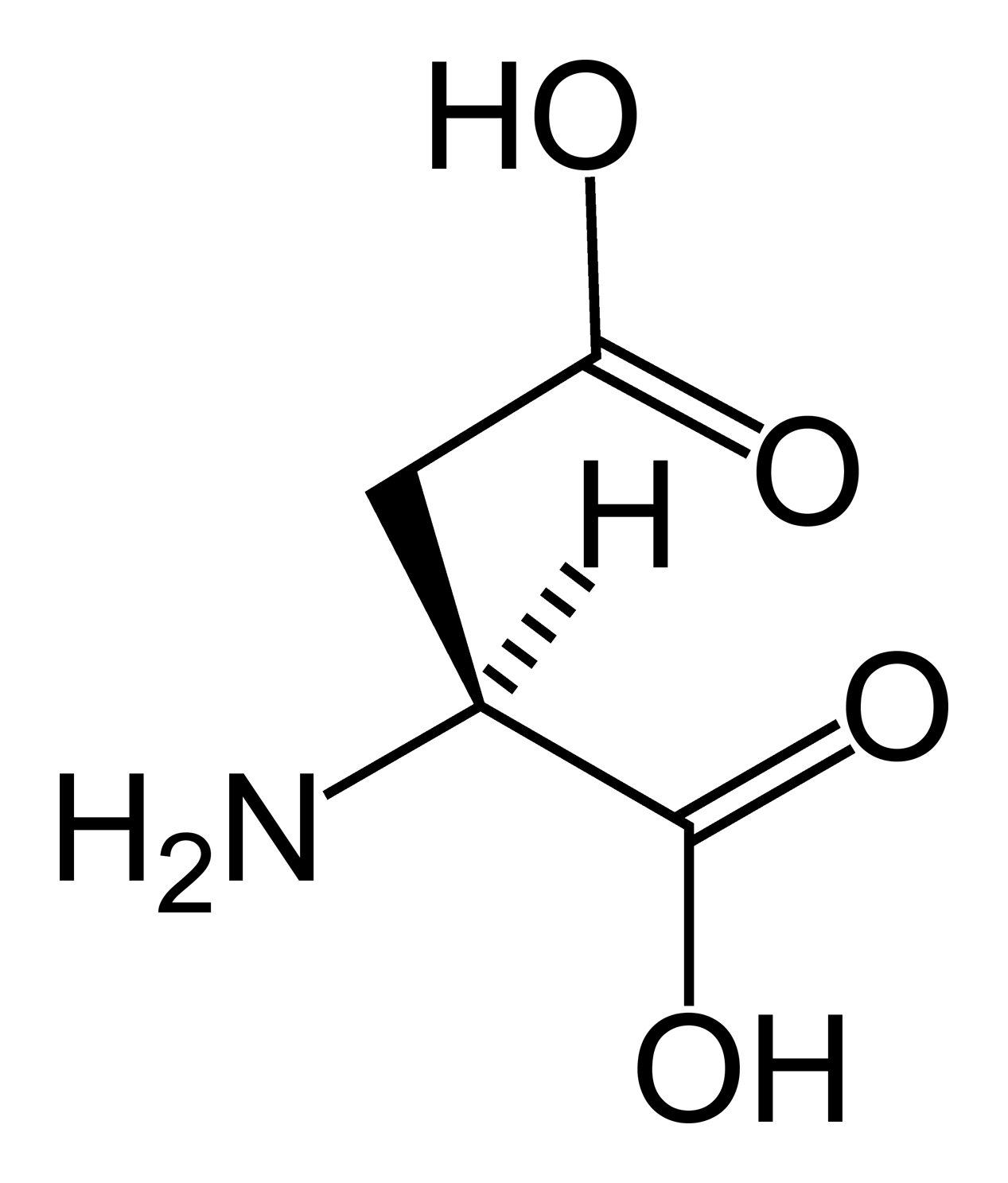
Acido aspartico (Asp / D)
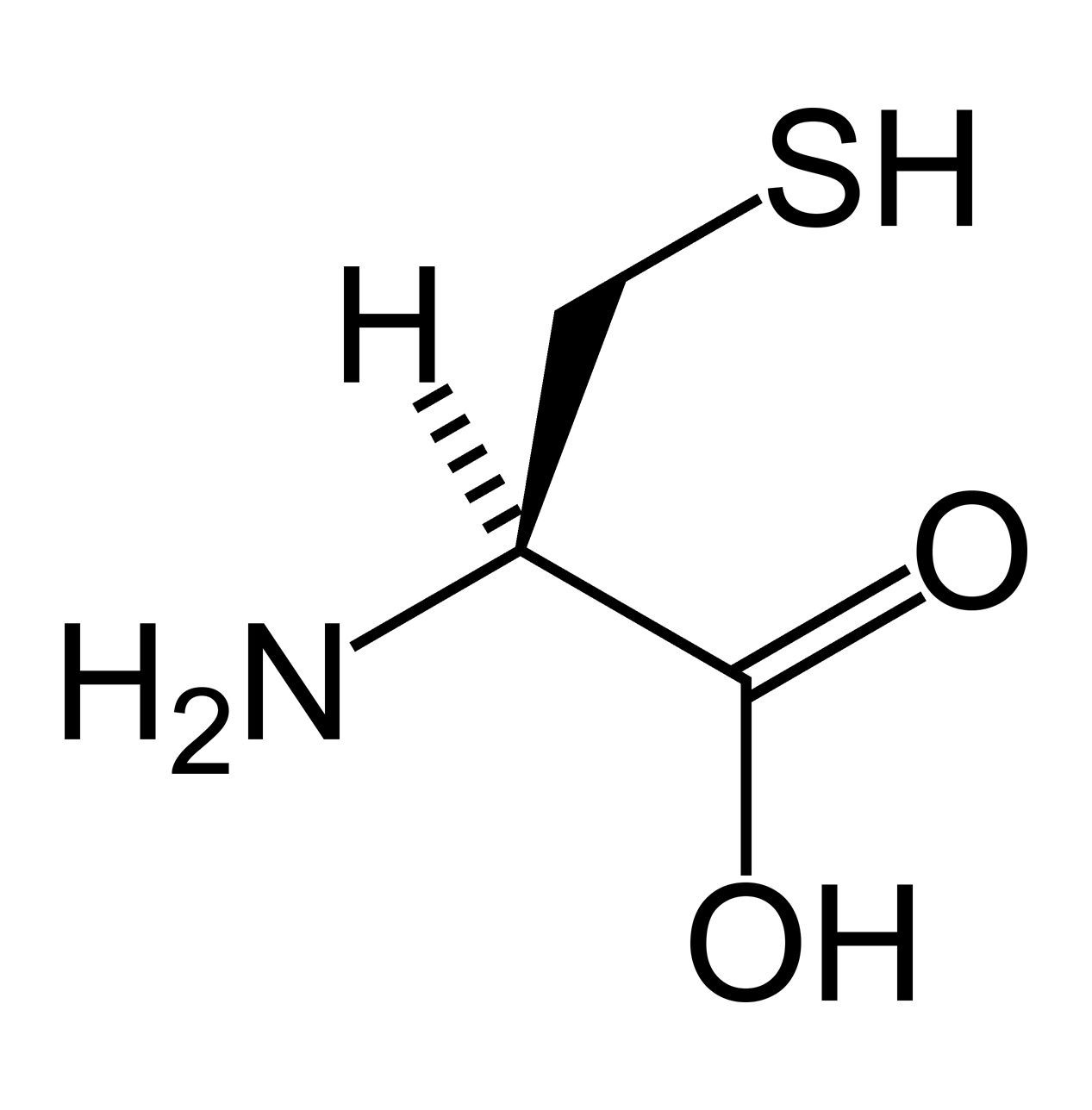
Cisteina (Cys / C)
Acido glutammico (Glu / E)
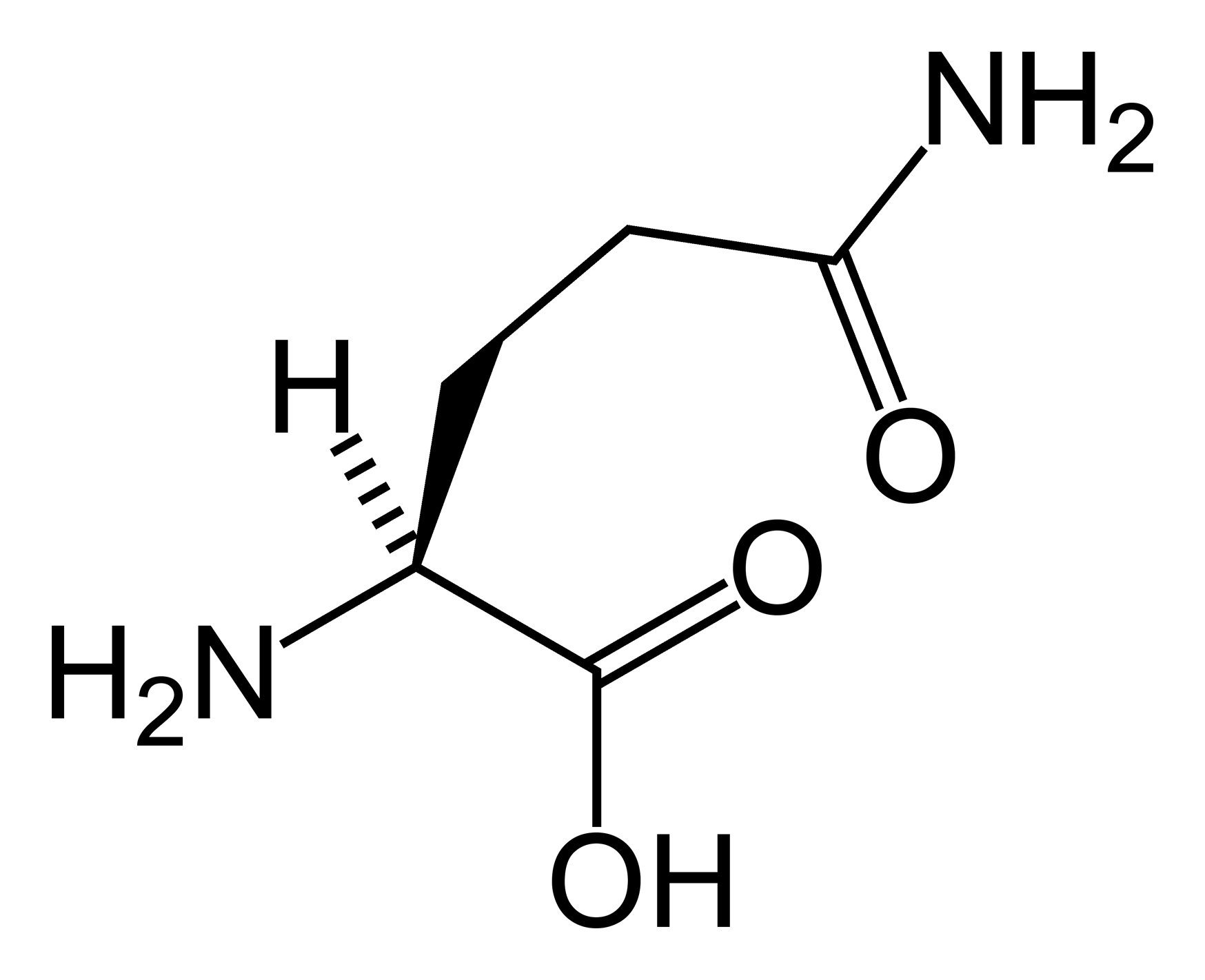
Glutammina (Gln / Q)
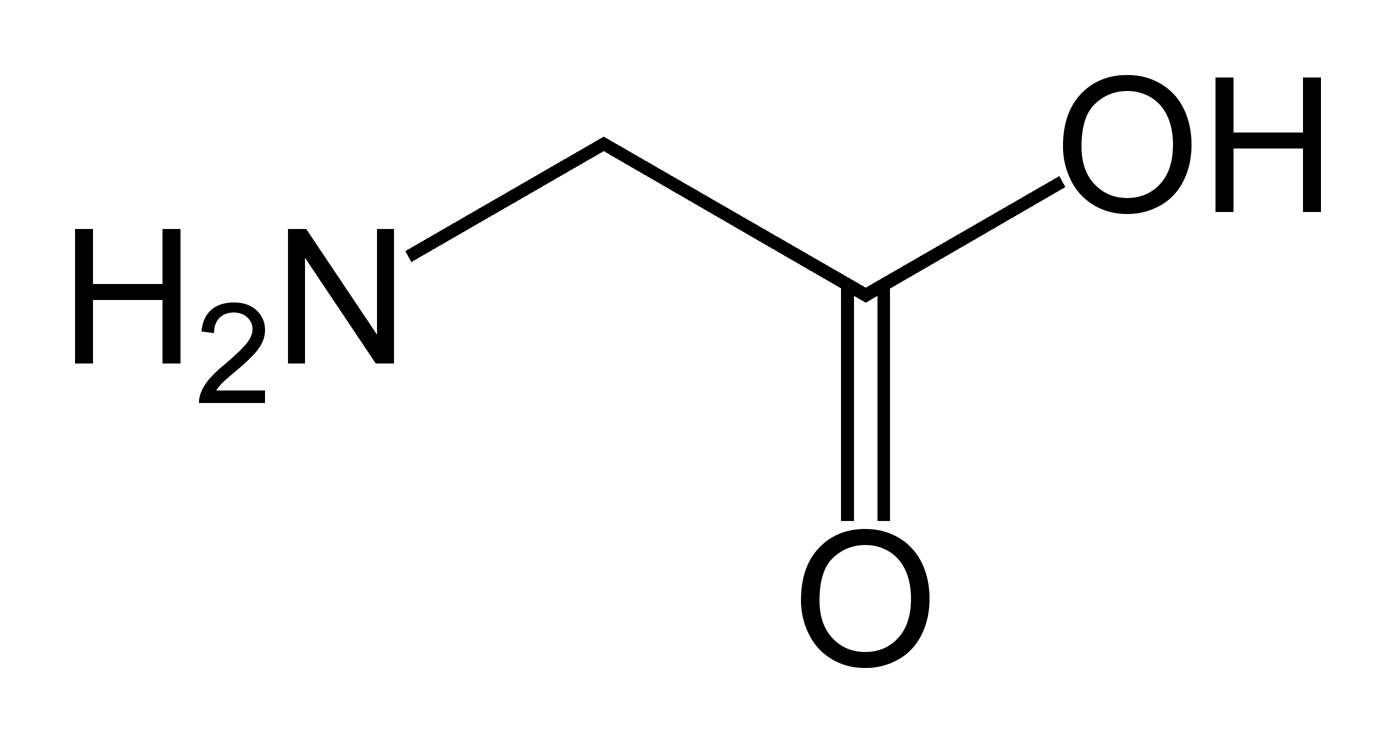
Glicina (Gly / G)
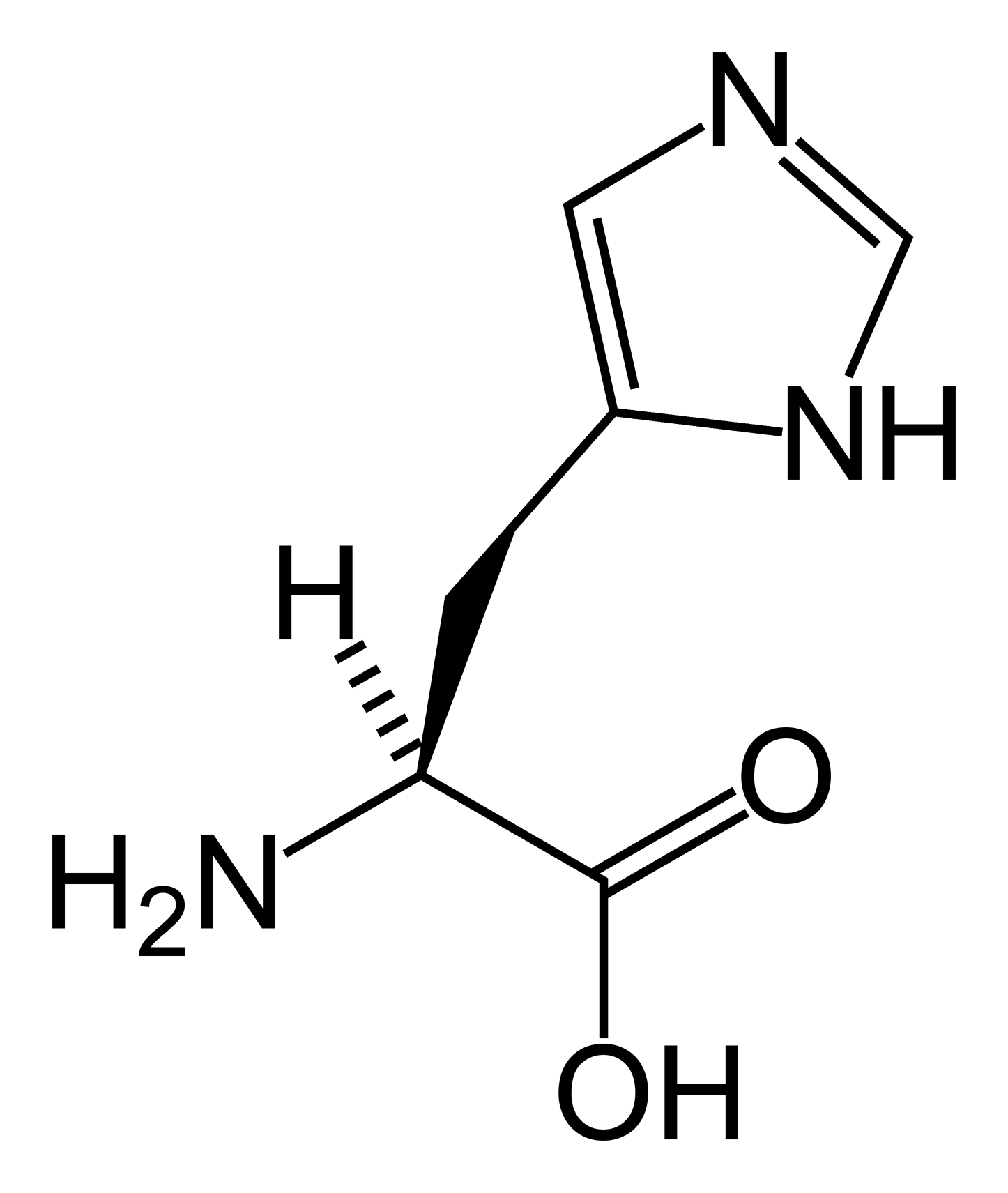
Istidina (His / H)
Isoleucina (Ile / I)
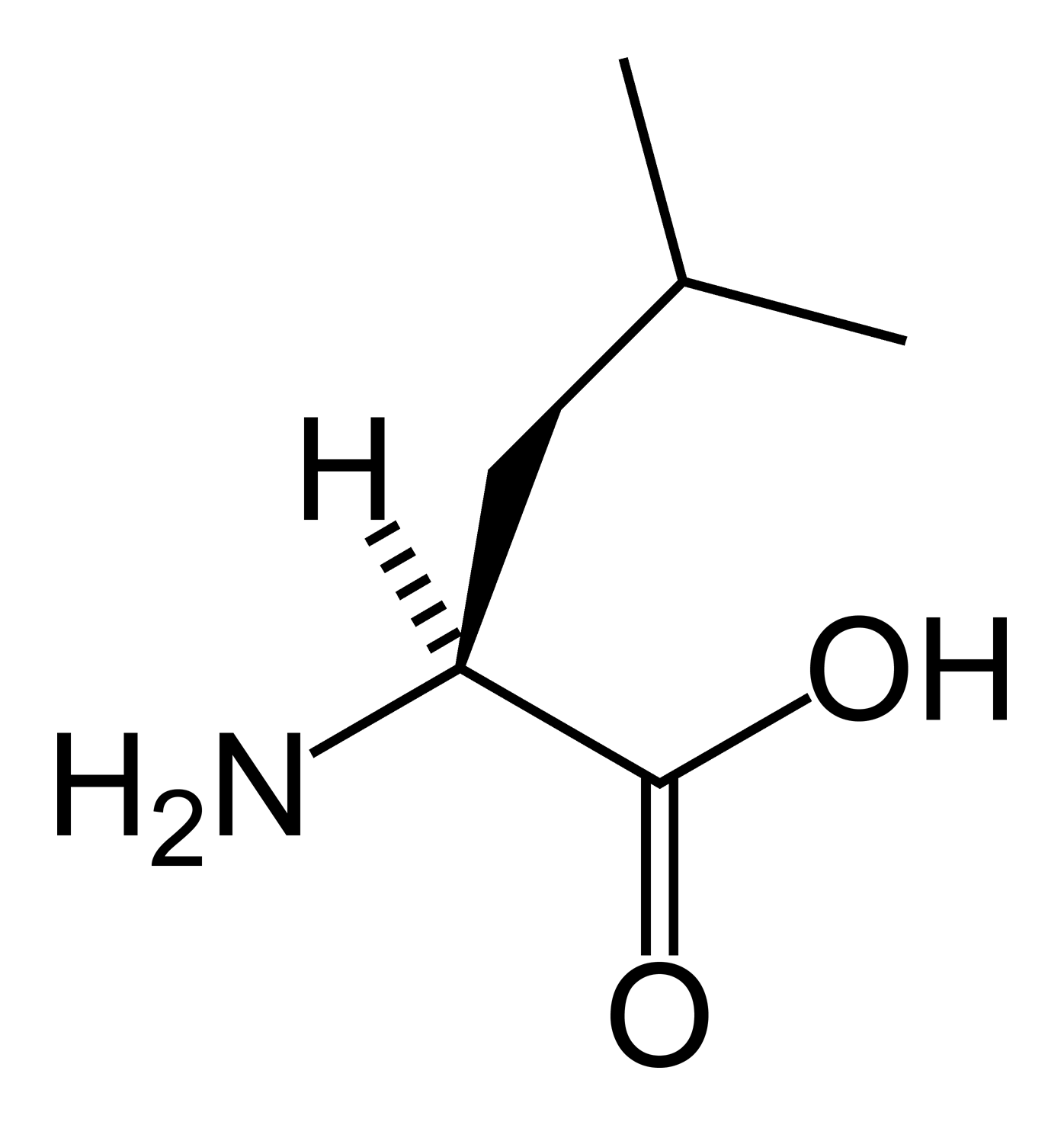
Leucina (Leu / L)
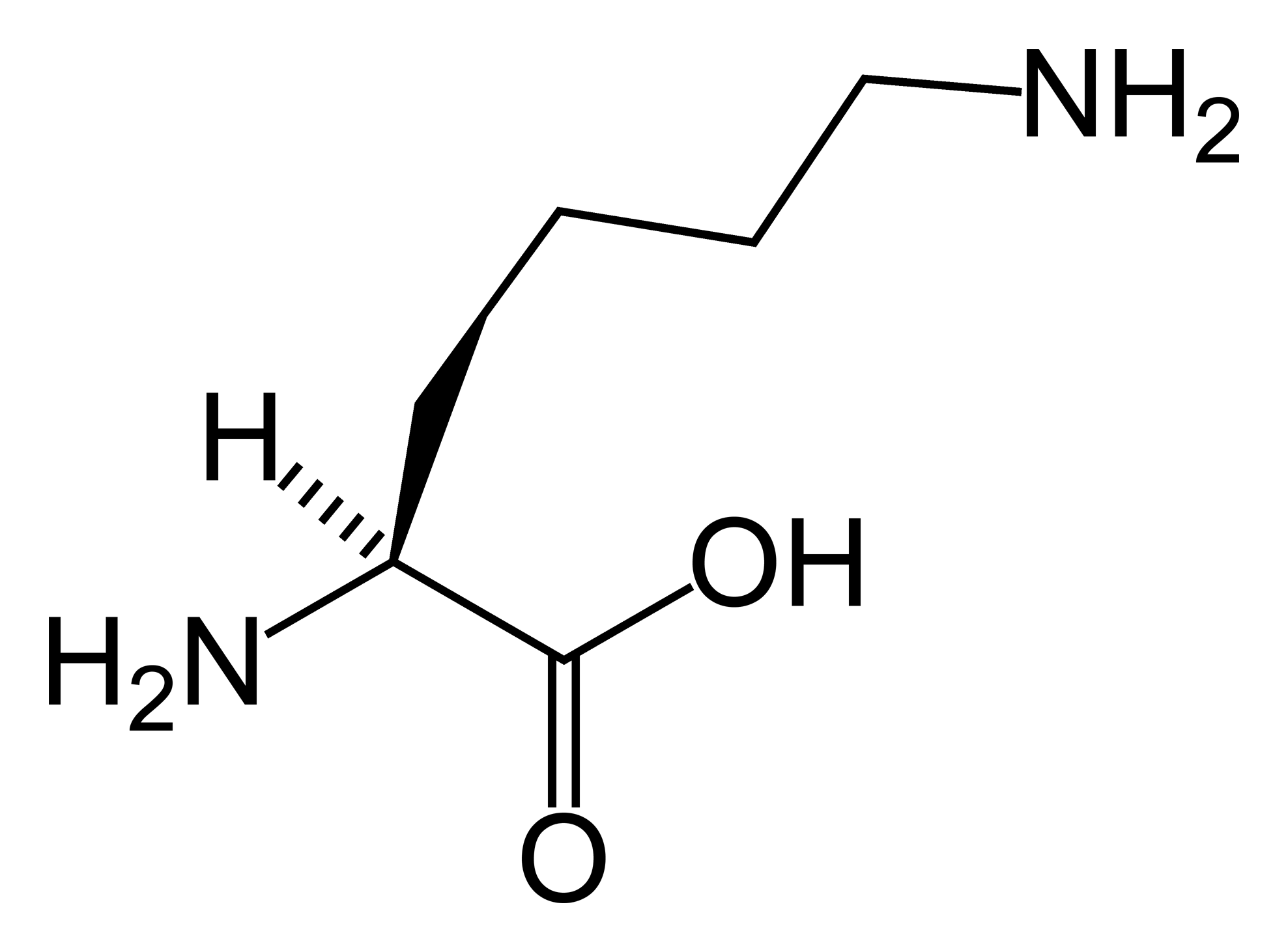
Lisina (Lys / K)
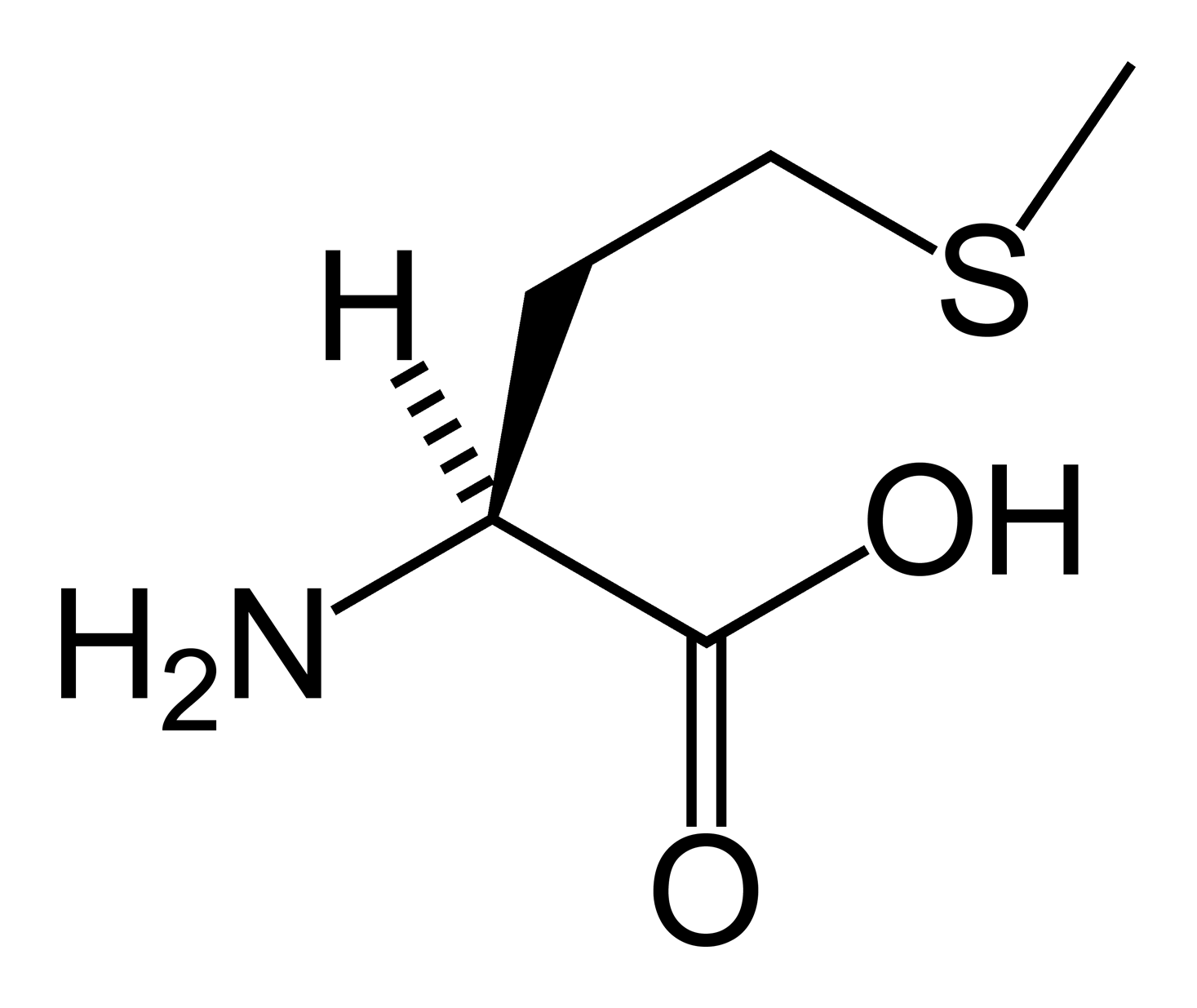
Metionina (Met / M)
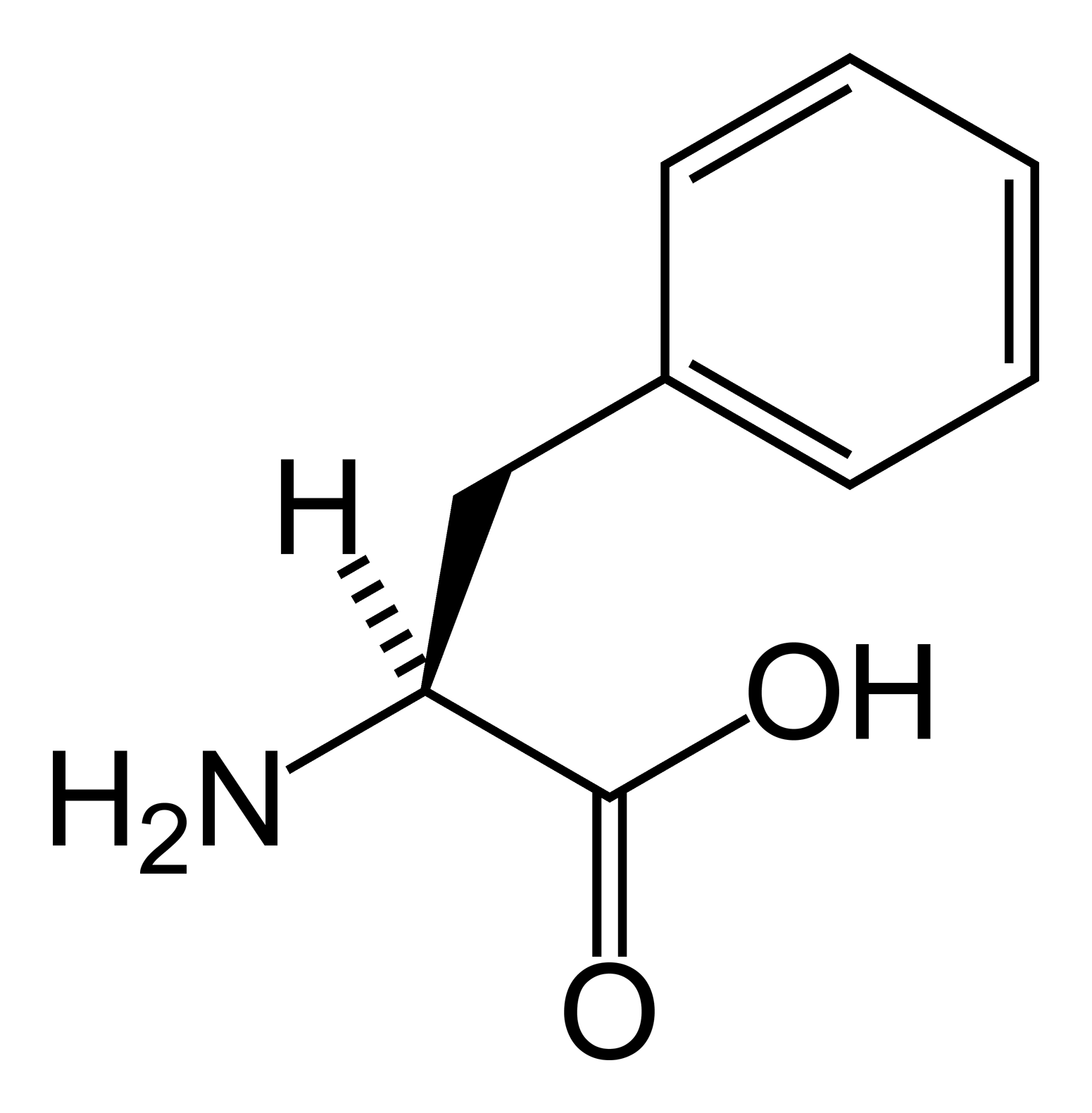
Fenilalanina (Phe / F)
Prolina (Pro / P)
Serina (Ser / S)
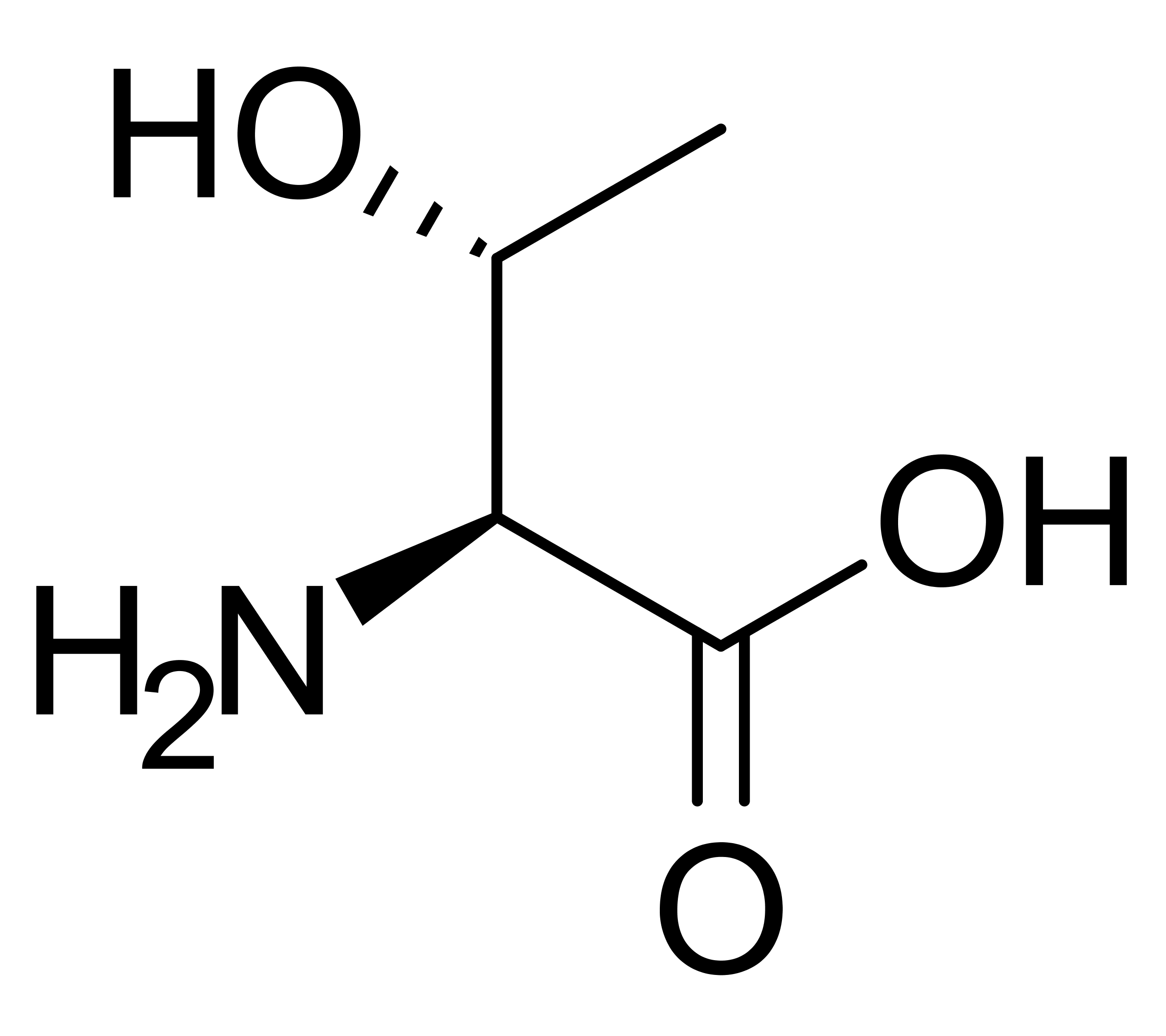
Treonina (Thr / T)
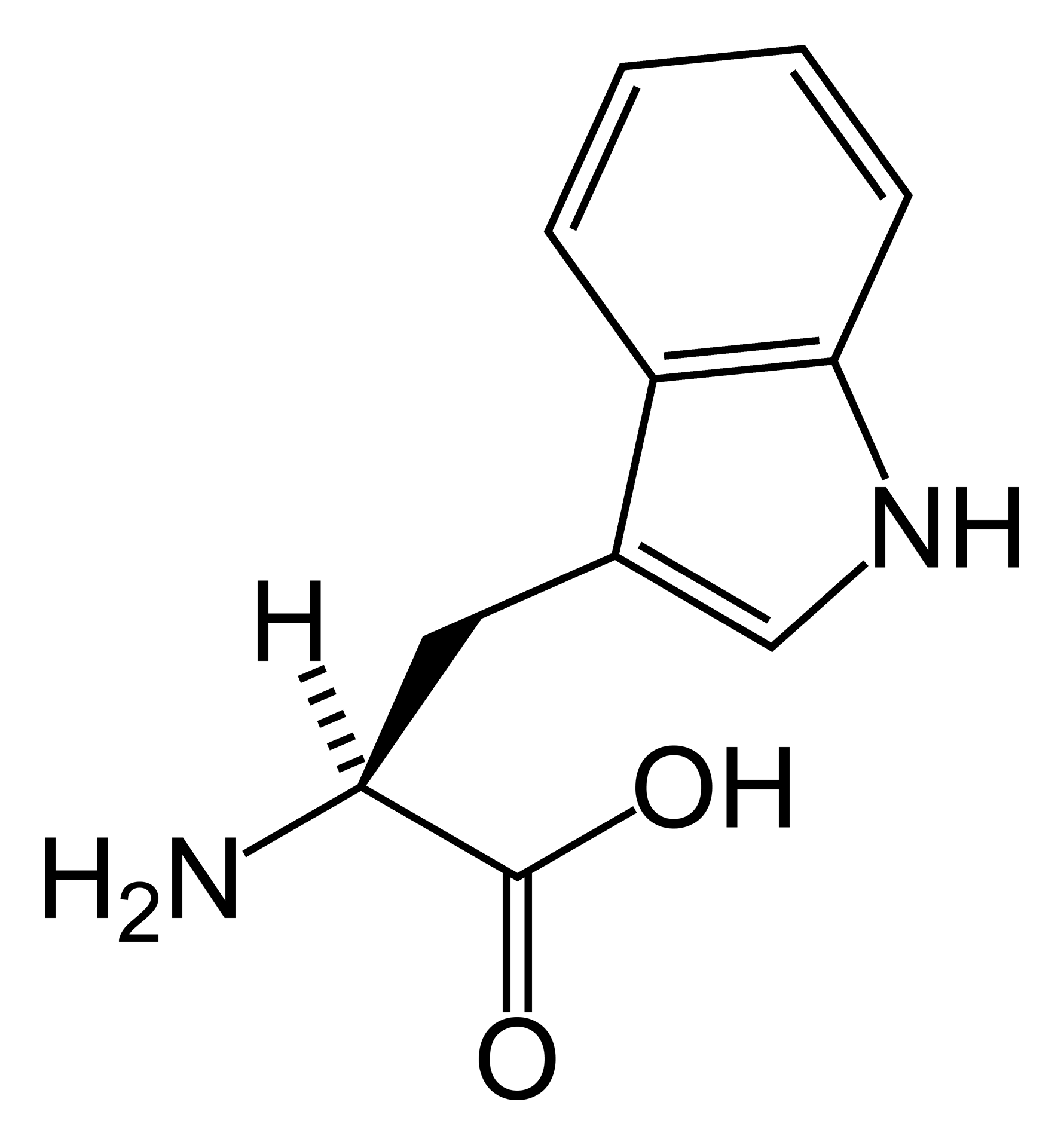
Triptofano (Trp / W)
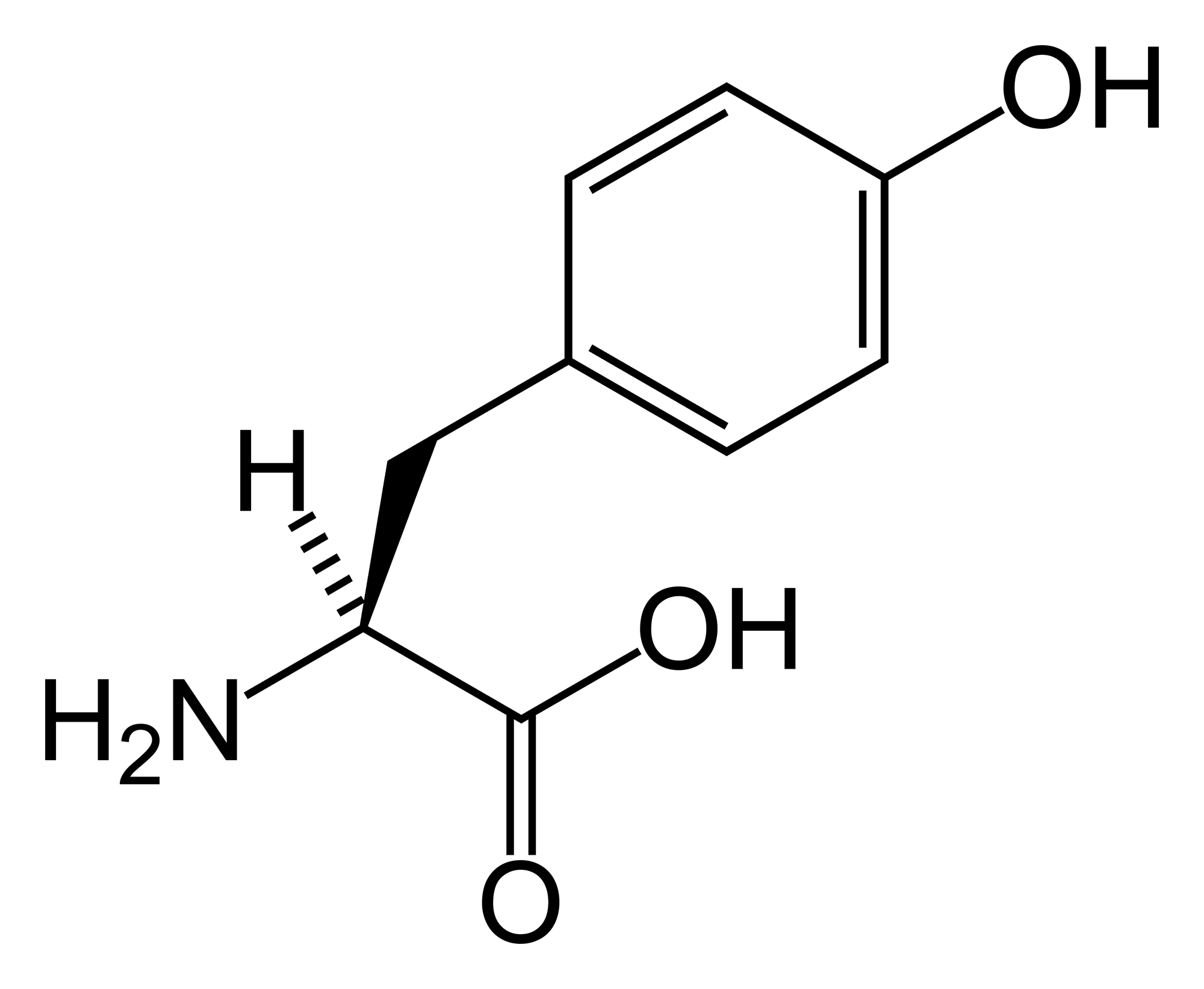
Tirosina (Tyr / Y)
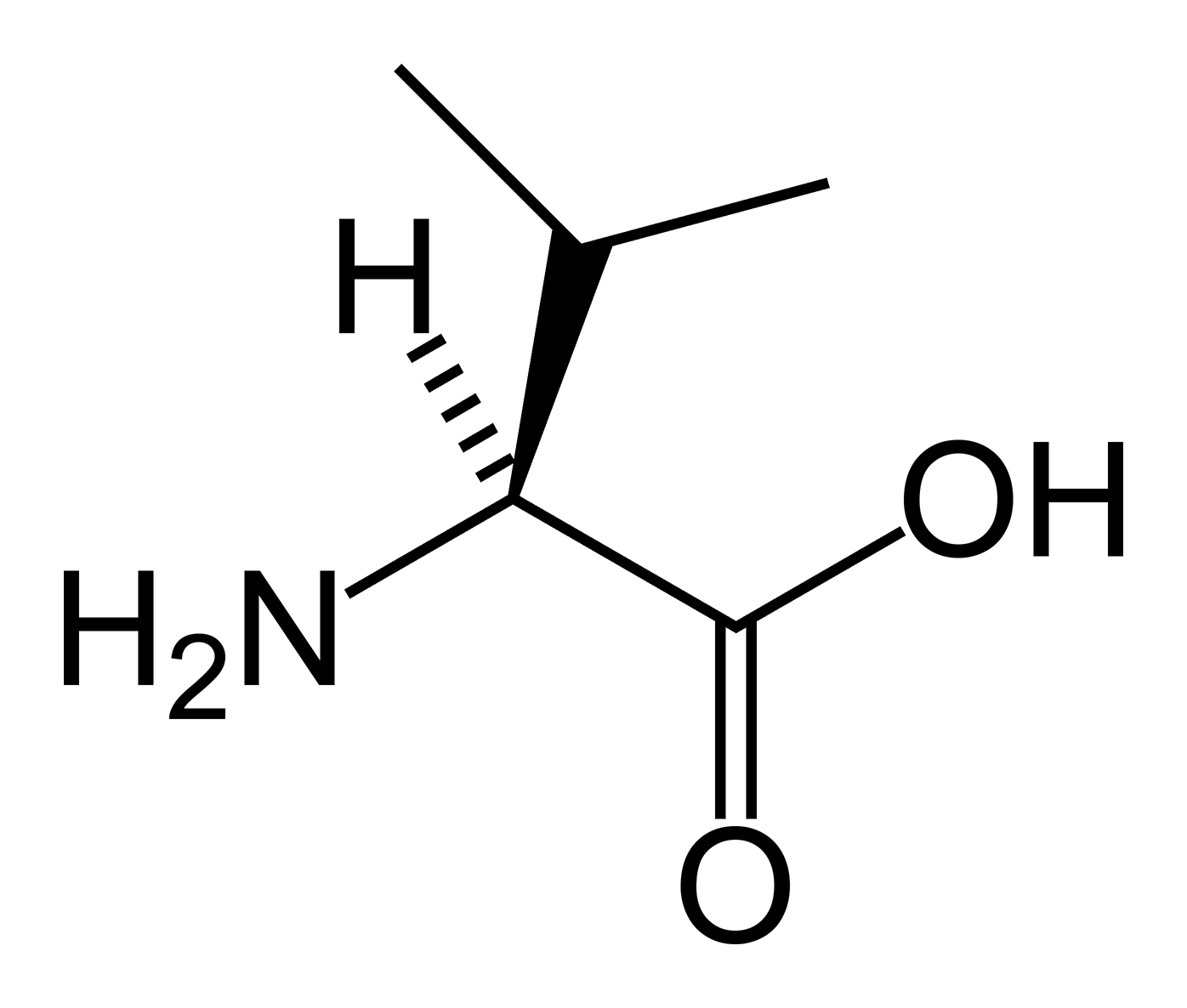
Valina (Val / V)

### Amminoacidi speciali

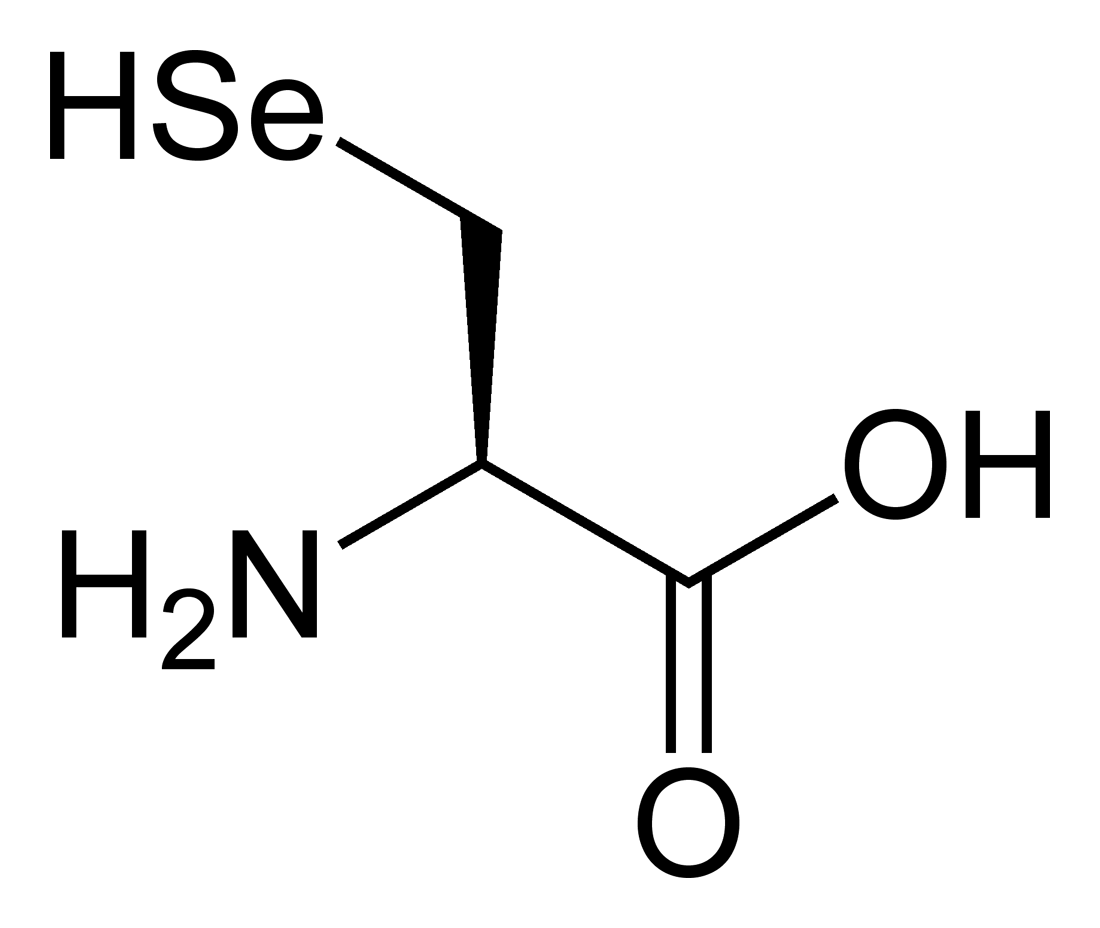
Selenocysteine (Sec / U)
Pyrrolysine (Pyl / O)
N-Formilmetionina (fMet)

## Proprietà Chimiche
La tabella mostra le proprietà chimiche degli amminoacidi proteinogenici. La stima delle masse si basa sulle medie pesate degli isotopi e delle abbondanze naturali.
| Amminoacido      | Abbreviazione (lettera) | Abbreviazione (sigla) | Massa molecolare (U.m.a.) | Punto isoelettrico | pK1 (α-COOH) | pK2 (α-+NH3) |
| ---------------- | ----------------------- | --------------------- | ------------------------- | ------------------ | ------------ | ------------ |
| Alanina          | A                       | Ala                   | 89.09404                  | 6.01               | 2.35         | 9.87         |
| Cisteina         | C                       | Cys                   | 121.15404                 | 5.05               | 1.92         | 10.70        |
| Acido aspartico  | D                       | Asp                   | 133.10384                 | 2.85               | 1.99         | 9.90         |
| Acido glutammico | E                       | Glu                   | 147.13074                 | 3.15               | 2.10         | 9.47         |
| Fenilalanina     | F                       | Phe                   | 165.19184                 | 5.49               | 2.20         | 9.31         |
| Glicina          | G                       | Gly                   | 75.06714                  | 6.06               | 2.35         | 9.78         |
| Istidina         | H                       | His                   | 155.15634                 | 7.60               | 1.80         | 9.33         |
| Isoleucina       | I                       | Ile                   | 131.17464                 | 6.05               | 2.32         | 9.76         |
| Lisina           | K                       | Lys                   | 146.18934                 | 9.60               | 2.16         | 9.06         |
| Leucina          | L                       | Leu                   | 131.17464                 | 6.01               | 2.33         | 9.74         |
| Metionina        | M                       | Met                   | 149.20784                 | 5.74               | 2.13         | 9.28         |
| Asparagina       | N                       | Asn                   | 132.11904                 | 5.41               | 2.14         | 8.72         |
| Pirrolisina      | O                       | Pyl                   | 255.31                    |                    |              |              |
| Prolina          | P                       | Pro                   | 115.13194                 | 6.30               | 1.95         | 10.64        |
| Glutammina       | Q                       | Gln                   | 146.14594                 | 5.65               | 2.17         | 9.13         |
| Arginina         | R                       | Arg                   | 174.20274                 | 10.76              | 1.82         | 8.99         |
| Serina           | S                       | Ser                   | 105.09344                 | 5.68               | 2.19         | 9.21         |
| Treonina         | T                       | Thr                   | 119.12034                 | 5.60               | 2.09         | 9.10         |
| Selenocisteina   | U                       | Sec                   | 168.053                   | 5.47               |              |              |
| Valina           | V                       | Val                   | 117.14784                 | 6.00               | 2.39         | 9.74         |
| Triptofano       | W                       | Trp                   | 204.22844                 | 5.89               | 2.46         | 9.41         |
| Tirosina         | Y                       | Tyr                   | 181.19124                 | 5.64               | 2.20         | 9.21         |

## Codice genetico
I 22 amminoacidi proteinogenici sono codificati nell'RNA, e quindi anche nel DNA, in codoni, ossia in sequenze di 3 basi azotate. Questa codifica è condivisa da tutti gli esseri viventi conosciuti, il ché suggerisce che il codice genetico si sia evoluto prima di qualsiasi forma di vita e che si sia mantenuto invariato durante tutta l'evoluzione.
Il numero di possibili sequenze ternarie è 43 cioè 64, ma siccome gli amminoacidi sono 22 è naturale a molti di questi corrispondano più sequenze codificanti. Questa caratteristica del codice genetico è definita ridondanza ed è un meccanismo di prevenzione dalle mutazioni genetiche, che modificando i codoni possono modificare, a valle, la struttura di una proteina, rendendola potenzialmente inefficiente.
| Amminoacido      | Abbreviazione (lettera) | Abbreviazione (sigla) | Codoni che lo codificano     | Frequenza nelle proteine Archeane (%) | Frequenza nelle proteine batteriche (%) | Frequenza nelle proteine eucariotiche (%) | Frequenza nelle proteine umane (%) | Amminoacido essenziale | Abbondanza per cellula di E. coli |
| ---------------- | ----------------------- | --------------------- | ---------------------------- | ------------------------------------- | --------------------------------------- | ----------------------------------------- | ---------------------------------- | ---------------------- | --------------------------------- |
| Alanina          | A                       | Ala                   | GCU, GCC, GCA, GCG           | 8.2                                   | 10.06                                   | 7.63                                      | 7.01                               | -                      | 2,9                               |
| Cisteina         | C                       | Cys                   | UGU, UGC                     | 0.98                                  | 0.94                                    | 1.76                                      | 2.3                                | +-                     | 0,52                              |
| Acido aspartico  | D                       | Asp                   | GAU, GAC                     | 6.21                                  | 5.59                                    | 5.4                                       | 4.73                               | -                      | 1,4                               |
| Acido glutammico | E                       | Glu                   | GAA, GAG                     | 7.69                                  | 6.15                                    | 6.42                                      | 7.09                               | +-                     | 1,5                               |
| Fenilalanina     | F                       | Phe                   | UUU, UUC                     | 3.86                                  | 3.89                                    | 3.87                                      | 3.65                               | -                      | 1,1                               |
| Glicina          | G                       | Gly                   | GGU, GGC, GGA, GGG           | 7.58                                  | 7.76                                    | 6.33                                      | 6.58                               | +-                     | 3,5                               |
| Istidina         | H                       | His                   | CAU, CAC                     | 1.77                                  | 2.06                                    | 2.44                                      | 2.63                               | +                      | 0,54                              |
| Isoleucina       | I                       | Ile                   | AUU, AUC, AUA                | 7.03                                  | 5.89                                    | 5.1                                       | 4.33                               | +                      | 1,7                               |
| Lisina           | K                       | Lys                   | AAA, AAG                     | 5.27                                  | 4.68                                    | 5.64                                      | 5.72                               | +                      | 2,0                               |
| Leucina          | L                       | Leu                   | UUA, UUG, CUU, CUC, CUA, CUG | 9.31                                  | 10.09                                   | 9.29                                      | 9.97                               | +                      | 2,6                               |
| Metionina        | M                       | Met                   | AUG                          | 2.35                                  | 2.38                                    | 2.25                                      | 2.13                               | +                      | 0,88                              |
| Asparagina       | N                       | Asn                   | AAU, AAC                     | 3.68                                  | 3.58                                    | 4.28                                      | 3.58                               | -                      | 1,4                               |
| Pirrolisina      | O                       | Pyl                   | UAG                          | 0                                     | 0                                       | 0                                         | 0                                  | -                      |                                   |
| Prolina          | P                       | Pro                   | CCU, CCC, CCA, CCG           | 4.26                                  | 4.61                                    | 5.41                                      | 6.31                               | -                      | 1,3                               |
| Glutammina       | Q                       | Gln                   | CAA, CAG                     | 2.38                                  | 3.58                                    | 4.21                                      | 4.77                               | -                      | 1,5                               |
| Arginina         | R                       | Arg                   | CGU, CGC, CGA, CGG, AGA, AGG | 5.51                                  | 5.88                                    | 5.71                                      | 5.64                               | +-                     | 1,7                               |
| Serina           | S                       | Ser                   | UCU, UCC, UCA, UCG, AGU, AGC | 6.17                                  | 5.85                                    | 8.34                                      | 8.33                               | -                      | 1,2                               |
| Treonina         | T                       | Thr                   | ACU, ACC, ACA, ACG           | 5.44                                  | 5.52                                    | 5.56                                      | 5.36                               | +                      | 1,5                               |
| Selenocisteina   | U                       | Sec                   | UGA                          | 0                                     | 0                                       | 0                                         | >0                                 | -                      |                                   |
| Valina           | V                       | Val                   | GUU, GUC, GUA, GUG           | 7.8                                   | 7.27                                    | 6.2                                       | 5.96                               | +                      | 2,4                               |
| Triptofano       | W                       | Trp                   | UGG                          | 1.03                                  | 1.27                                    | 1.24                                      | 1.22                               | +                      | 0,33                              |
| Tirosina         | Y                       | Tyr                   | UAU, UAC                     | 3.35                                  | 2.94                                    | 2.87                                      | 2.66                               | +-                     | 0,76                              |
| Stop             | Stop                    | Stop                  | UAA, UAG, UGA                | -                                     | -                                       | -                                         | -                                  |                        | -                                 |

## Spettrometria di massa
Nella spettrometria di massa dei peptidi e delle proteine è utile conoscere le masse dei residui, in quanto la massa del peptide o della proteina è la somma della massa dei residui più la massa della molecola di acqua (che viene persa durante la formazione del legame peptidico).
| Amminoacido      | Abbr. breve | Abbreviazione | Formula    | Massa monoisotopica (Masse atomiche) | Massa media (Masse atomiche) |
| ---------------- | ----------- | ------------- | ---------- | ------------------------------------ | ---------------------------- |
| Alanina          | A           | Ala           | C3H5NO     | 71.03711                             | 71.0788                      |
| Cisteina         | C           | Cys           | C3H5NOS    | 103.00919                            | 103.1388                     |
| Acido aspartico  | D           | Asp           | C4H5NO3    | 115.02694                            | 115.0886                     |
| Acido glutammico | E           | Glu           | C5H7NO3    | 129.04259                            | 129.1155                     |
| Fenilalanina     | F           | Phe           | C9H9NO     | 147.06841                            | 147.1766                     |
| Glicina          | G           | Gly           | C2H3NO     | 57.02146                             | 57.0519                      |
| Istidina         | H           | His           | C6H7N3O    | 137.05891                            | 137.1411                     |
| Isoleucina       | I           | Ile           | C6H11NO    | 113.08406                            | 113.1594                     |
| Lisina           | K           | Lys           | C6H12N2O   | 128.09496                            | 128.1741                     |
| Leucina          | L           | Leu           | C6H11NO    | 113.08406                            | 113.1594                     |
| Metionina        | M           | Met           | C5H9NOS    | 131.04049                            | 131.1986                     |
| Asparagina       | N           | Asn           | C4H6N2O2   | 114.04293                            | 114.1039                     |
| Pirrolisina      | O           | Pyl           | C12H21N3O3 | 255.15829                            | 255.3172                     |
| Prolina          | P           | Pro           | C5H7NO     | 97.05276                             | 97.1167                      |
| Glutammina       | Q           | Gln           | C5H8N2O2   | 128.05858                            | 128.1307                     |
| Arginina         | R           | Arg           | C6H12N4O   | 156.10111                            | 156.1875                     |
| Serina           | S           | Ser           | C3H5NO2    | 87.03203                             | 87.0782                      |
| Treonina         | T           | Thr           | C4H7NO2    | 101.04768                            | 101.1051                     |
| Selenocisteina   | U           | Sec           | C3H5NOSe   | 150.95364                            | 150.0388                     |
| Valina           | V           | Val           | C5H9NO     | 99.06841                             | 99.1326                      |
| Triptofano       | W           | Trp           | C11H10N2O  | 186.07931                            | 186.2132                     |
| Tirosina         | Y           | Tyr           | C9H9NO2    | 163.06333                            | 163.1760                     |